# 3D스팀펜
3D스팀펜(3Dsteampen)은 4차산업의 맟춤형 교육콘텐츠, 학생들에게 창의력과 재미를 더해 선호순위 1위 교육콘텐츠이다.

## 연혁
- 2006년 북포유 설립
- 2015년 북포유 법인 전환
- 2017년 3D스팀펜 상표 등록
- 2019년 기술 특허 승인
- 2021년 메타버스 사업확장

## 주요 정보
- 3D스팀펜 브랜드 출시
- 안녕자두야 런칭
- 3D펜 방과후학교 콘텐츠 개발
- 민간자격증 등록
- 전국 50개 지사체결
- 전국초등학교 500개교 수업개설
- 경력단절여성 고용창출
- 기술부설연구소
- 여성기업인증
- 태국, 베트남 지사체결
- 3D프린터기 특허 등록
- 3D펜 콘텐츠 특허 출원
- 제트플레이 사업설립
- 교육콘텐츠 제작
- 메타버스 플랫폼 디자인
- 메타버스 대관사업